# Chris Wondolowski
Christopher Elliott Wondolowski, meglio noto come Chris Wondolowski (Danville, 28 gennaio 1983), è un allenatore di calcio ed ex calciatore statunitense, di ruolo attaccante, allenatore individuale dei San Jose Earthquakes.
Wondolowski detiene il record per il maggior numero di reti segnate nella regular season della Major League Soccer (169 gol).

## Carriera

### Club

#### San Jose Earthquakes (2005)
Wondolowski è stato scelto nel quarto round del 2005 MLS Supplemental Draft con la 41ª scelta assoluta dai San Jose Earthquakes. Sebbene abbia fatto solo due apparizioni nella MLS con il San Jose nel 2005, ha guidato la squadra di riserva Earthquakes nel segnare con otto gol in 12 partite.

#### Houston Dynamo (2006–2009)
Insieme al resto dei suoi compagni di squadra dei Earthquakes, si è trasferito a Houston per la stagione 2006 e ancora una volta ha guidato la squadra di riserva nel punteggio, totalizzando 13 gol in 11 partite. Ha segnato il suo primo gol nella MLS il 30 agosto 2006 contro il Chicago Fire.
Nel 2007, Wondolowski ha segnato contro Pachuca nella semifinale della CONCACAF Champions League, anche se Houston è stata eliminata al ritorno. Wondolowski ha segnato il suo primo gol nella US Open Cup nella vittoria per 3-0 contro Dallas il 23 agosto dello stesso anno. Ha segnato il suo secondo gol in carriera nella MLS - un tap-in contro Chicago - il 12 luglio 2007.
Nel 2008 Wondolowski ha continuato a fare apparizioni per la squadra di riserva e la prima squadra in varie competizioni. Ha capitanato la squadra nella sconfitta della US Open Cup contro il Charleston Battery, convertendo il suo tiro anche nei calci di rigore.
Ha segnato il suo quarto gol in carriera per Houston contro i New York Red Bulls il 16 maggio 2009.

### Nazionale
Viene convocato per la Copa América Centenario negli Stati Uniti.

## Statistiche

### Presenze e reti nei club
| Stagione                | Squadra                 | Campionato              | Campionato | Campionato | Coppe nazionali | Coppe nazionali | Coppe nazionali | Coppe continentali | Coppe continentali | Coppe continentali | Altre coppe | Altre coppe | Altre coppe | Totale | Totale |
| Stagione                | Squadra                 | Comp                    | Pres       | Reti       | Comp            | Pres            | Reti            | Comp               | Pres               | Reti               | Comp        | Pres        | Reti        | Pres   | Reti   |
| ----------------------- | ----------------------- | ----------------------- | ---------- | ---------- | --------------- | --------------- | --------------- | ------------------ | ------------------ | ------------------ | ----------- | ----------- | ----------- | ------ | ------ |
| 2005                    | S.J. Earthquakes        | MLS                     | 2          | 0          | USOC            | 1               | 0               | -                  | -                  | -                  | -           | -           | -           | 3      | 0      |
| 2006                    | Houston Dynamo          | MLS                     | 6          | 1          | USOC            | 3               | 1               | -                  | -                  | -                  | -           | -           | -           | 9      | 2      |
| 2007                    | Houston Dynamo          | MLS                     | 16         | 1          | USOC            | 1               | 0               | CCL+SL             | 3+2                | 1+0                | -           | -           | -           | 22     | 2      |
| 2008                    | Houston Dynamo          | MLS                     | 8          | 0          | USOC            | 1               | 0               | CCL+SL             | 6+4                | 2+0                | -           | -           | -           | 19     | 2      |
| 2009                    | Houston Dynamo          | MLS                     | 7          | 2          | USOC            | 0               | 0               | CCL                | 1                  | 0                  | -           | -           | -           | 8      | 2      |
| Totale Houston Dynamo   | Totale Houston Dynamo   | Totale Houston Dynamo   | 37         | 4          |                 | 5               | 1               |                    | 16                 | 3                  |             | -           | -           | 58     | 8      |
| 2009                    | S.J. Earthquakes        | MLS                     | 14         | 3          | USOC            | 0               | 0               | -                  | -                  | -                  | -           | -           | -           | 14     | 3      |
| 2010                    | S.J. Earthquakes        | MLS                     | 28+3       | 18+1       | USOC            | 1               | 0               | -                  | -                  | -                  | -           | -           | -           | 32     | 19     |
| 2011                    | S.J. Earthquakes        | MLS                     | 30         | 16         | USOC            | 2               | 0               | -                  | -                  | -                  | -           | -           | -           | 32     | 16     |
| 2012                    | S.J. Earthquakes        | MLS                     | 32+2       | 27+0       | USOC            | 1               | 0               | -                  | -                  | -                  | -           | -           | -           | 35     | 27     |
| 2013                    | S.J. Earthquakes        | MLS                     | 29         | 11         | USOC            | 1               | 0               | CCL                | 5                  | 2                  | -           | -           | -           | 35     | 13     |
| 2014                    | S.J. Earthquakes        | MLS                     | 26         | 14         | USOC            | 0               | 0               | -                  | -                  | -                  | -           | -           | -           | 26     | 14     |
| 2015                    | S.J. Earthquakes        | MLS                     | 31         | 16         | USOC            | 1               | 2               | -                  | -                  | -                  | -           | -           | -           | 32     | 18     |
| 2016                    | S.J. Earthquakes        | MLS                     | 30         | 12         | USOC            | 0               | 0               | -                  | -                  | -                  | -           | -           | -           | 30     | 12     |
| 2017                    | S.J. Earthquakes        | MLS                     | 34+1       | 13+0       | USOC            | 4               | 2               | -                  | -                  | -                  | -           | -           | -           | 39     | 15     |
| 2018                    | S.J. Earthquakes        | MLS                     | 34         | 10         | USOC            | 1               | 0               | -                  | -                  | -                  | -           | -           | -           | 35     | 10     |
| 2019                    | S.J. Earthquakes        | MLS                     | 32         | 15         | USOC            | 2               | 0               | -                  | -                  | -                  | -           | -           | -           | 34     | 15     |
| 2020                    | S.J. Earthquakes        | MLS                     | 19+1       | 5+1        | -               | -               | -               | -                  | -                  | -                  | MisB        | 2           | 1           | 22     | 9      |
| 2021                    | S.J. Earthquakes        | MLS                     | 32         | 5          | -               | -               | -               | -                  | -                  | -                  | -           | -           | -           | 32     | 5      |
| Totale S.J. Earthquakes | Totale S.J. Earthquakes | Totale S.J. Earthquakes | 373+7      | 165+2      |                 | 14              | 4               |                    | 5                  | 2                  |             | 2           | 1           | 401    | 176    |
| Totale carriera         | Totale carriera         | Totale carriera         | 410        | 171        |                 | 25              | 5               |                    | 15                 | 5                  |             | 2           | 1           | 459    | 184    |

### Cronologia presenze e reti in nazionale
| Cronologia completa delle presenze e delle reti in nazionale ― Stati Uniti | Cronologia completa delle presenze e delle reti in nazionale ― Stati Uniti | Cronologia completa delle presenze e delle reti in nazionale ― Stati Uniti | Cronologia completa delle presenze e delle reti in nazionale ― Stati Uniti | Cronologia completa delle presenze e delle reti in nazionale ― Stati Uniti | Cronologia completa delle presenze e delle reti in nazionale ― Stati Uniti | Cronologia completa delle presenze e delle reti in nazionale ― Stati Uniti | Cronologia completa delle presenze e delle reti in nazionale ― Stati Uniti |
| Data                                                                       | Città                                                                      | In casa                                                                    | Risultato                                                                  | Ospiti                                                                     | Competizione                                                               | Reti                                                                       | Note                                                                       |
| -------------------------------------------------------------------------- | -------------------------------------------------------------------------- | -------------------------------------------------------------------------- | -------------------------------------------------------------------------- | -------------------------------------------------------------------------- | -------------------------------------------------------------------------- | -------------------------------------------------------------------------- | -------------------------------------------------------------------------- |
| 23-1-2011                                                                  | Carson                                                                     | Stati Uniti                                                                | 1 – 1                                                                      | Cile                                                                       | Amichevole                                                                 | -                                                                          |                                                                            |
| 4-6-2011                                                                   | Foxborough                                                                 | Stati Uniti                                                                | 0 – 4                                                                      | Spagna                                                                     | Amichevole                                                                 | -                                                                          |                                                                            |
| 7-6-2011                                                                   | Detroit                                                                    | Stati Uniti                                                                | 2 – 0                                                                      | Canada                                                                     | Gold Cup 2011 - 1º turno                                                   | -                                                                          |                                                                            |
| 11-6-2011                                                                  | Tampa                                                                      | Stati Uniti                                                                | 2 – 1                                                                      | Panama                                                                     | Gold Cup 2011 - 1º turno                                                   | -                                                                          |                                                                            |
| 14-6-2011                                                                  | Kansas City                                                                | Guadalupa                                                                  | 0 – 1                                                                      | Stati Uniti                                                                | Gold Cup 2011 - 1º turno                                                   | -                                                                          | [ 2 ]                                                                      |
| 22-1-2012                                                                  | Glendale                                                                   | Stati Uniti                                                                | 1 – 0                                                                      | Venezuela                                                                  | Amichevole                                                                 | -                                                                          |                                                                            |
| 26-1-2012                                                                  | Panama                                                                     | Panama                                                                     | 1 – 0                                                                      | Stati Uniti                                                                | Amichevole                                                                 | -                                                                          |                                                                            |
| 4-6-2012                                                                   | Toronto                                                                    | Canada                                                                     | 0 – 0                                                                      | Stati Uniti                                                                | Amichevole                                                                 | -                                                                          |                                                                            |
| 30-1-2013                                                                  | Houston                                                                    | Stati Uniti                                                                | 0 – 0                                                                      | Canada                                                                     | Amichevole                                                                 | -                                                                          |                                                                            |
| 5-7-2013                                                                   | San Diego                                                                  | Stati Uniti                                                                | 6 – 0                                                                      | Guatemala                                                                  | Amichevole                                                                 | 1                                                                          |                                                                            |
| 9-7-2013                                                                   | Portland                                                                   | Belize                                                                     | 1 – 6                                                                      | Stati Uniti                                                                | Gold Cup 2013 - 1º turno                                                   | 3                                                                          |                                                                            |
| 13-7-2013                                                                  | Sandy                                                                      | Stati Uniti                                                                | 4 – 1                                                                      | Cuba                                                                       | Gold Cup 2013 - 1º turno                                                   | 2                                                                          |                                                                            |
| 16-7-2013                                                                  | East Hartford                                                              | Stati Uniti                                                                | 1 – 0                                                                      | Costa Rica                                                                 | Gold Cup 2013 - 1º turno                                                   | -                                                                          |                                                                            |
| 21-7-2013                                                                  | Baltimora                                                                  | Stati Uniti                                                                | 5 – 1                                                                      | El Salvador                                                                | Gold Cup 2013 - Quarti di finale                                           | -                                                                          |                                                                            |
| 24-7-2013                                                                  | Arlington                                                                  | Stati Uniti                                                                | 3 – 1                                                                      | Honduras                                                                   | Gold Cup 2013 - Semifinale                                                 | -                                                                          |                                                                            |
| 15-11-2013                                                                 | Glasgow                                                                    | Scozia                                                                     | 0 – 0                                                                      | Stati Uniti                                                                | Amichevole                                                                 | -                                                                          |                                                                            |
| 19-11-2013                                                                 | Vienna                                                                     | Austria                                                                    | 1 – 0                                                                      | Stati Uniti                                                                | Amichevole                                                                 | -                                                                          |                                                                            |
| 1-2-2014                                                                   | Carson                                                                     | Stati Uniti                                                                | 2 – 0                                                                      | Corea del Sud                                                              | Amichevole                                                                 | 2                                                                          |                                                                            |
| 2-4-2014                                                                   | Glendale                                                                   | Stati Uniti                                                                | 2 – 2                                                                      | Messico                                                                    | Amichevole                                                                 | 1                                                                          |                                                                            |
| 28-5-2014                                                                  | San Francisco                                                              | Stati Uniti                                                                | 2 – 0                                                                      | Azerbaigian                                                                | Amichevole                                                                 | -                                                                          |                                                                            |
| 8-6-2014                                                                   | Jacksonville                                                               | Stati Uniti                                                                | 2 – 1                                                                      | Nigeria                                                                    | Amichevole                                                                 | -                                                                          |                                                                            |
| 22-6-2014                                                                  | Manaus                                                                     | Stati Uniti                                                                | 2 – 2                                                                      | Portogallo                                                                 | Mondiali 2014 - 1º turno                                                   | -                                                                          |                                                                            |
| 1-7-2014                                                                   | Salvador                                                                   | Belgio                                                                     | 2 – 1 dts                                                                  | Stati Uniti                                                                | Mondiali 2014 - Ottavi di finale                                           | -                                                                          |                                                                            |
| 10-10-2014                                                                 | East Hartford                                                              | Stati Uniti                                                                | 1 – 1                                                                      | Ecuador                                                                    | Amichevole                                                                 | -                                                                          |                                                                            |
| 18-11-2014                                                                 | Dublino                                                                    | Irlanda                                                                    | 4 – 1                                                                      | Stati Uniti                                                                | Amichevole                                                                 | -                                                                          |                                                                            |
| 29-1-2015                                                                  | Rancagua                                                                   | Cile                                                                       | 3 – 2                                                                      | Stati Uniti                                                                | Amichevole                                                                 | -                                                                          |                                                                            |
| 8-2-2015                                                                   | Carson                                                                     | Stati Uniti                                                                | 2 – 0                                                                      | Panama                                                                     | Amichevole                                                                 | -                                                                          |                                                                            |
| 3-7-2015                                                                   | Indianapolis                                                               | Stati Uniti                                                                | 4 – 0                                                                      | Guatemala                                                                  | Amichevole                                                                 | 1                                                                          |                                                                            |
| 7-7-2015                                                                   | Frisco                                                                     | Stati Uniti                                                                | 2 – 1                                                                      | Honduras                                                                   | Gold Cup 2015 - 1º turno                                                   | -                                                                          |                                                                            |
| 13-7-2015                                                                  | Kansas City                                                                | Stati Uniti                                                                | 1 – 1                                                                      | Panama                                                                     | Gold Cup 2015 - 1º turno                                                   | -                                                                          |                                                                            |
| 25-7-2015                                                                  | Filadelfia                                                                 | Stati Uniti                                                                | 1 – 1 dts (2 – 3 dtr)                                                      | Panama                                                                     | Gold Cup 2015 - Finale 3º posto                                            | -                                                                          |                                                                            |
| 28-5-2016                                                                  | Kansas City                                                                | Stati Uniti                                                                | 4 – 0                                                                      | Bolivia                                                                    | Amichevole                                                                 | -                                                                          |                                                                            |
| 7-6-2016                                                                   | Chicago                                                                    | Stati Uniti                                                                | 4 – 0                                                                      | Costa Rica                                                                 | Coppa America Centenario - 1º turno                                        | -                                                                          |                                                                            |
| 21-6-2016                                                                  | Houston                                                                    | Stati Uniti                                                                | 0 – 4                                                                      | Argentina                                                                  | Coppa America Centenario - Semifinale                                      | -                                                                          |                                                                            |
| 7-10-2016                                                                  | L'Avana                                                                    | Cuba                                                                       | 0 – 2                                                                      | Stati Uniti                                                                | Amichevole                                                                 | 1                                                                          |                                                                            |
| Totale                                                                     |                                                                            | Presenze                                                                   | 35                                                                         |                                                                            | Reti                                                                       | 11                                                                         |                                                                            |

## Palmarès

### Club
- Campionato MLS: 2

Houston Dynamo: 2006, 2007
- MLS Supporters' Shield: 1

San Jose Earthquakes: 2012

### Nazionale
- Gold Cup: 1

2013

### Individuale
- Capocannoniere della stagione regolare della Major League Soccer: 3

2010 (18 gol), 2011 (16 gol, a pari merito con Dwayne de Rosario), 2012 (27 gol)
- MLS Best XI: 3

2010, 2011, 2012
- Premio MVP della Major League Soccer: 1

2012
- Capocannoniere della CONCACAF Gold Cup: 1

2013 (5 gol, a pari merito con Landon Donovan e Gabriel Torres)